# Si'imme

Podział administracyjny imperium asyryjskiego w czasach króla Aszurbanipala. Prowincja Si'imme znajduje się pod numerem 2

Si'imme (Si'immê) – w 1 połowie I tys. p.n.e. stolica asyryjskiej prowincji o tej samej nazwie, leżąca w górzystym regionie na wschód od Tygrysu i północ od centralnej Asyrii, dokładna lokalizacja nieznana. 
Jako prowincja Si'imme wzmiankowane jest po raz pierwszy w tekstach z czasów panowania asyryjskiego króla Adad-nirari III (810-783 p.n.e.). W asyryjskich listach i kronikach eponimów wymieniani są dwaj gubernatorzy Si'imme, którzy za rządów Tiglat-Pilesera III (744-727 p.n.e.) i Sargona II (722-705 p.n.e.) pełnili urząd limmu (Nabu-belu-usur w 732 r. p.n.e. i Ninurta-alik-pani w 711 r. p.n.e.). Prowincja Si'imme wzmiankowana jest też w dokumentach administracyjnych i listach z czasów panowania Sargona II (722-705 p.n.e.), Asarhaddona (680-669 p.n.e.) i Aszurbanipala (668-627? p.n.e.).